# DKW
DKW, de Dampf-Kraft-Wagen (en alemán: «coche movido por vapor»), fue una histórica marca de motos y coches. Fue fundada en 1916 por el ingeniero danés Jørgen Skafte Rasmussen, quien estableció la fábrica en Zschopau, Sajonia (Alemania) con el objeto de producir repuestos para máquinas de vapor. En ese mismo año intentó producir un coche movido a vapor, al que llamó «DKW». En 1919 construyó un motor de dos tiempos, de juguete, sin éxito; le llamó Des Knaben Wunsch — «el deseo de un niño». Puso una versión ligeramente modificada de este motor en una motocicleta y la llamó Das Kleine Wunder, es decir, «la pequeña maravilla». Este fue el comienzo real de la marca DKW, que en los años 30 fue el mayor productor mundial de motocicletas.
En 1932 DKW se unió con Audi, Horch y Wanderer formando Auto Union, que fue adquirida por Daimler-Benz en 1957. Posteriormente, en 1964, el grupo Volkswagen adquirió la antigua fábrica de Audi en Ingolstadt, así como las marcas del grupo Auto Union. A mediados de los sesenta el público se decantó por modelos más cómodos con motores de cuatro tiempos, en detrimento de los de dos tiempos. Así, en 1966, se dejó de producir el último coche fabricado por DKW: el F102; después de esto la marca desapareció.

## Automóviles construidos antes de la Segunda Guerra Mundial

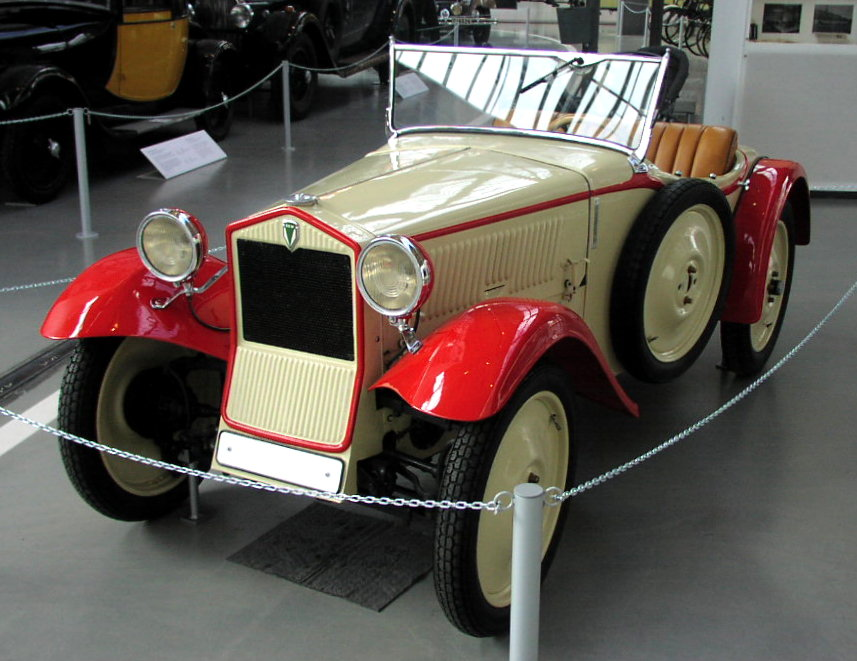
DKW F1 (1931)

Los coches DKW comenzaron a fabricarse en 1928. Siempre utilizaron motores de dos tiempos y en 1931 fueron los pioneros en instalar la tracción delantera y motor transversal. Los modelos más conocidos producidos antes de la Segunda Guerra Mundial fueron los nombrados de F1 a F8 (F de «front», por su tracción delantera) todos con motor bicilíndrico montado transversalmente, con cilindradas de 600 o 700 cc. y una potencia de entre 18 y 20 CV. Estos modelos presentaban otra innovación: una dinamo que servía tanto de generador eléctrico como de motor de arranque y que iba montada directamente sobre el cigüeñal. Este sistema se conocía como «Dynastart». También produjo una serie de modelos menos conocidos con tracción trasera llamados «Schwebeklasse» y «Sonderklasse» con motores V4 de dos tiempos. Su cilindrada era de 1.000 cc. y más tarde de 1.100 cc. Estos motores tenían dos cilindros extra para forzar la admisión, así que realmente parecían un V6 pero sin bujías en los dos cilindros delanteros.
En 1939 se realizó un prototipo, el «F9», con el primer motor tricilíndrico, que cubicaba 900 cc. y rendía 30 CV de potencia. Con un diseño estilizado, podía alcanzar los 115 km/h. Basándose en este prototipo, la DKW de Alemania Occidental sacaría los modelos «F9», «Sonderklasse», «Grosser 3=6» y «1000» entre los años de 1953 a 1963. El modelo «F9» también se fabricó bajo la marca IFA («Industrieverband Fahrzeugbau», Asociación industrial para la fabricación de vehículos) en las factorías de BMW y DKW que habían quedado en la RDA (Alemania Oriental) entre los años 1953 y 1956. Posteriormente llegaría a fabricarse como Wartburg en Zschopau, RDA.
Los motores DKW sirvieron a Saab como modelo para sus motores de dos tiempos en su nueva división de automóviles, que comenzó a funcionar en 1947.

## Automóviles fabricados después de la Segunda Guerra Mundial
Dado que Auto Union estaba situada en Sajonia, en la zona Este del país que formó la República Democrática de Alemania (RDA), se necesitó bastante tiempo para que el grupo se reorganizase después de la guerra. La compañía fue registrada de nuevo en la República Federal de Alemania (RFA) como Auto Union GmbH en 1949, primeramente como fabricante de recambios. No obstante, pronto comenzaría la producción de la motocicleta RT 125 y una nueva furgoneta de reparto llamada Schnellaster (Tipo F 89 L). La primera cadena de montaje se instaló en Düsseldorf. Esta furgoneta usaba el mismo motor que el último DKW F8 fabricado antes de la guerra. 
El primer turismo fue el F89, que usaba la carrocería del prototipo «DKW F9» de 1939 y el motor de dos tiempos bicilíndrico del último «F8».
La producción continuó hasta que fue sustituido por el F91 que llegó con el exitoso motor de tres cilindros. El «F91» estuvo en producción desde 1953 hasta 1955, y fue reemplazado por el un poco más grande F93 en 1956. Todos los modelos F91 y F93 tenían un motor de 900 cc tricilíndrico de dos tiempos, los primeros con 34 CV de potencia y los últimos con 38 CV. El sistema de encendido de estos motores estaba formado por tres circuitos de ruptor y bobina independientes, uno por cada cilindro. Los ruptores se accionaban con una leva situada en el extremo anterior del cigüeñal. El sistema de refrigeración era por aire forzado por un ventilador movido por una polea montada asimismo en el extremo anterior del cigüeñal.

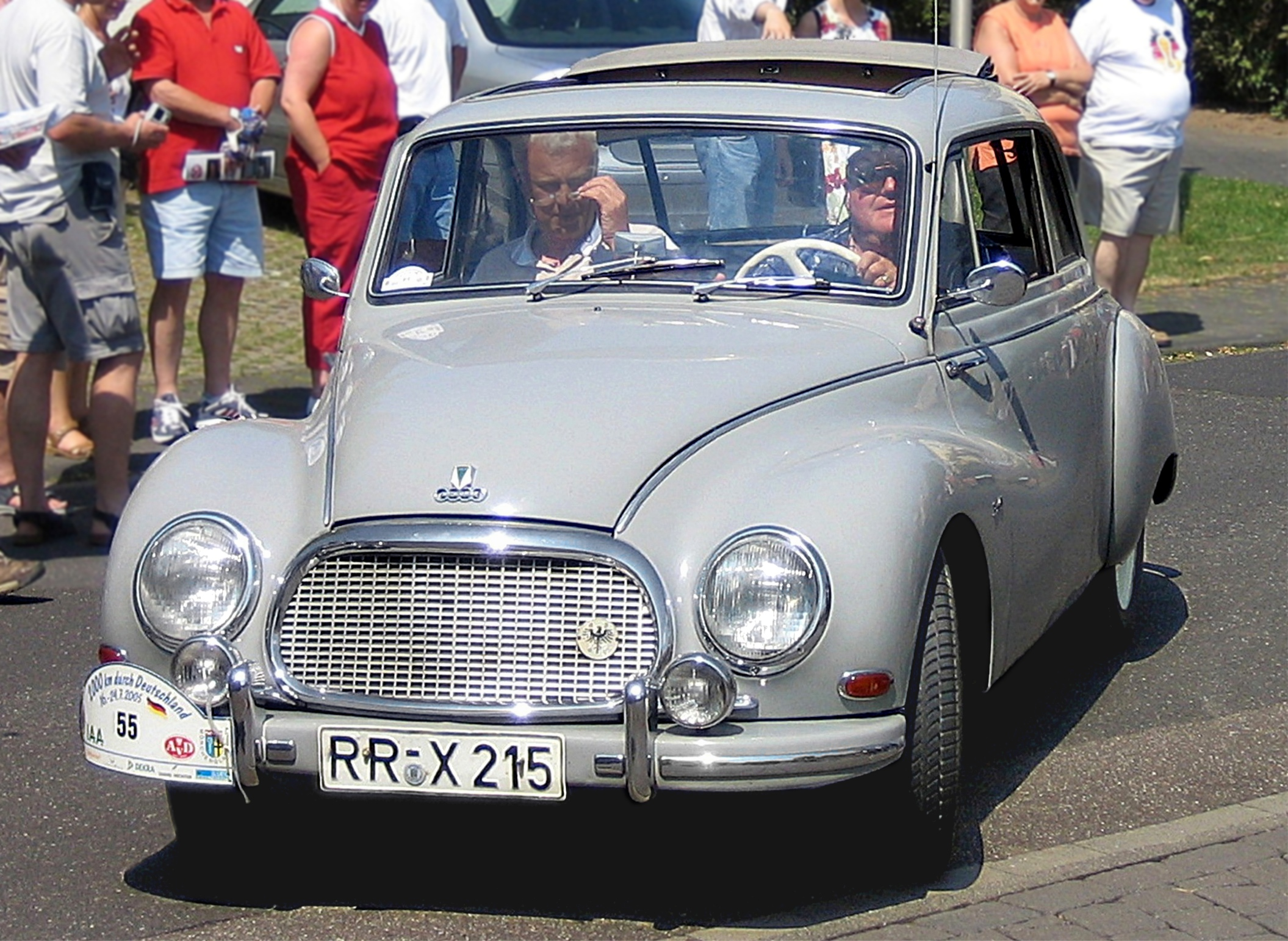
El F93 de 1955 creció en el ancho y ancho de vía unos 10 centímetros y fue anunciado como der Große DKW, el «DKW grande».

El «F93» fue producido hasta 1959 en carrocerías berlina de 2 puertas y cupé sin parantes de 2 puertas. En 1957, con la introducción de la versión F94, una versión de cuatro puertas, finalmente llegó a estar disponible. La distancia entre ejes de la berlina de cuatro puertas se extendió por 10 centímetros sobre la de los de dos puertas, la versión rural «universal» del F91 pasó a ser F94, siendo reemplazado por el  1000 en 1959. Este modelo fue equipado con un motor de 1.000 cc. de dos tiempos y 44 CV, opcionalmente 50 CV en la versión S, y se fabricó hasta 1963. Este fue un período de transición, pues la producción se trasladó de Düsseldorf a Ingolstadt donde Audi todavía mantenía su fábrica. Desde 1957, estos coches podían estar equipados opcionalmente con el saxomat, un embrague automático, siendo el único coche pequeño de la época que ofrecía esta posibilidad. Las últimas versiones del AU1000S también disponían como opción de frenos de disco, un temprano desarrollo de esta tecnología. Asimismo se ofrecía una versión deportiva de 2+2 asientos desde 1957 hasta 1964, los primeros años solo como coupé y desde 1962 también como descapotable.
En 1956 se empezó a fabricar a pequeña escala el muy escaso DKW Monza como una iniciativa privada. Este modelo era un deportivo de dos plazas fabricado en fibra de vidrio y montado en un chasis del F93. El coche fue primeramente denominado «Solitude», pero obtuvo su nombre definitivo por los numerosos récords de velocidad en larga distancia que estableció en el circuito de Monza en Italia en noviembre de 1956. Corriendo en la clase G de la FIA, batió nuevos récords, entre ellos el de 48 horas con una velocidad media de 140,961 km/h, 10.000 km con una velocidad media de 139,453 km/h y 72 horas a una media de 139,459 km/h. El coche fue producido primeramente por Dannenhauer & Stauss en Stuttgart, después por Massholder en Heidelberg y finalmente por Robert Schenk de nuevo en Stuttgart. Se estima que el número total de unidades de este modelo fue de unas 75, terminando su producción a finales de 1958.
Desde 1959 se fabricó una gama exitosa de turismos, la serie Junior/F12, basada en un moderno concepto de los últimos años 50. Esta serie se componía del «Junior» (modelo básico) construido entre 1959 y 1961, el «Junior de Luxe» (un poco mejorado) desde 1961 a 1963, el «F11» (un poco mayor), el «F12» (más grande y con mayor motor) desde 1963 hasta 1965 y el «F12 Roadster» desde 1964 hasta 1965. La serie Junior/F12 llegó a ser muy popular, fabricándose muchos coches. La empresa licenció una planta de montaje en Irlanda entre 1952 y 1964, que llegó a ensamblar unos 4.000 vehículos DKW entre berlinas, furgonetas, motocicletas y hasta ¡cosechadoras!. Esta no fue la única fábrica DKW que existió en Europa fuera de Alemania: en Vitoria, Euskadi, IMOSA fabricó furgonetas DKW con motores de 2T, primero importando piezas, llegando después a la fabricación nacional de todos los componentes. Presentaron un prototipo de auto, el 3=6, pero el INI bloqueó su desarrollo en favor de SEAT

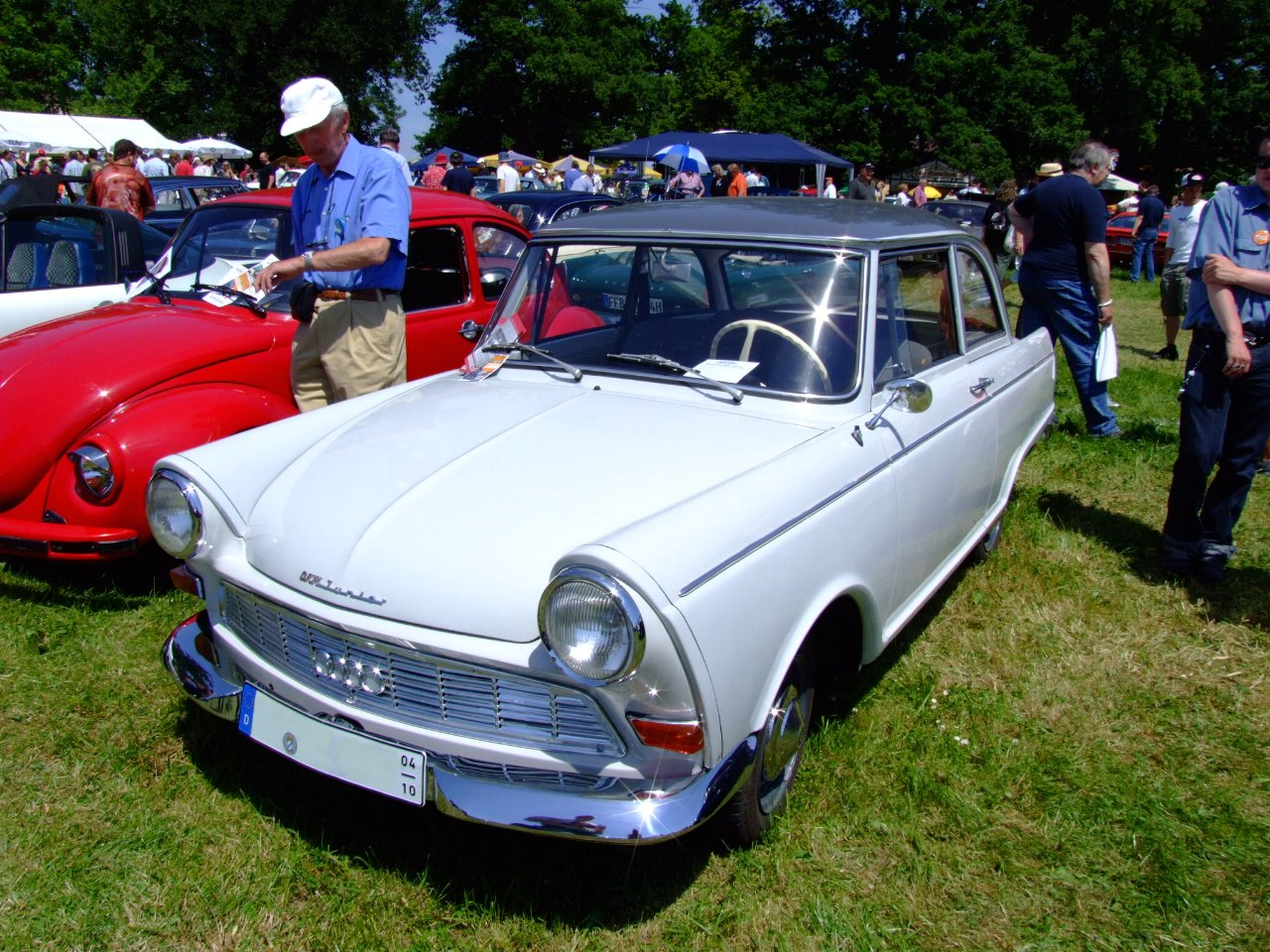
DKW Junior (1962)

Todos los coches fabricados por esta empresa después de la II Guerra Mundial con motor tricilíndrico de dos tiempos tenían un potencial importante para las carreras y fueron la base de muchas victorias en rallies en los años 50 y principio de los 60. Esto hizo de DKW la marca que más rallies ganó en varios campeonatos europeos durante los años 50.
En 1960 DKW desarrolló un motor V6 al combinar dos motores de tres cilindros obteniendo de este modo un motor V6 de 1.000 cc. Con el tiempo, la cilindrada fue aumentándose hasta los 1.300 cc del último V6 de 1966. La versión estándar de 1.300 cc desarrollaba 83 CV de potencia a 5.000 rpm usando dos carburadores. La versión con cuatro carburadores obtenía 100 CV y otra con seis carburadores llegaba a los 130 CV. El motor era muy ligero, pesando solo 84 kg. Este V6 estaba previsto que se montase en los modelos «Munga» y «F102». Se construyeron unos cien motores V6, la mayoría para ensayos, montándose solo unos pocos en trece unidades del «DKW F102», así como en algunos «Munga».
El último DKW fue el «F102» que entró en producción en 1964 como sustituto del un tanto desfasado «AU1000». Al año siguiente, 1965, el «F102» recibió un motor de cuatro tiempos, así como cambios en el frontal y la parte trasera. Este modelo fue el precursor directo del primer Auto Union de después de la guerra, el conocido internamente como «F103». La transición a los motores de cuatro tiempos marcó el final de DKW como marca de coches de pasajeros. Volkswagen, que había adquirido en 1964 el grupo Auto Union a Daimler-Benz, decidió suprimir la marca DKW por su connotación, «olor» a dos tiempos. Así, decidió «resucitar» la marca Auto Union con el modelo llamado «Audi» a secas (el Audi F103), más tarde conocido como «Audi 72».

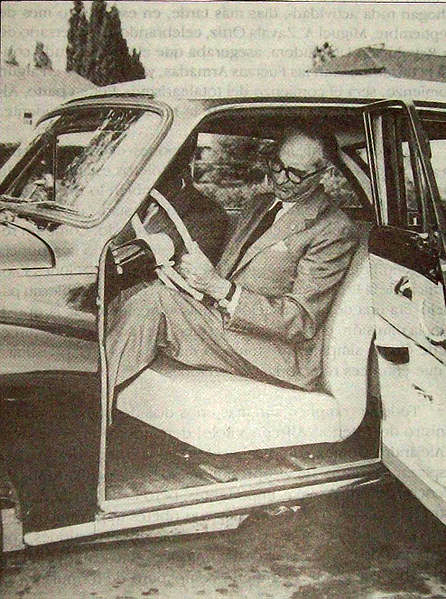
En Argentina se fabricó el DKW Auto Unión 1000, en la foto, el presidente Arturo Frondizi probando un ejemplar de este vehículo (1960).

## El DKW en América del Sur
Entre 1957 y 1967 Vemag construyó algunos modelos de DKW en Brasil. La fábrica de Vemag fue absorbida por el grupo Volkswagen en 1967.
En Argentina Auto Union fabricó una versión del F94 (DKW Auto Unión 1000) bajo licencia de IASFSA (Industria Automotriz de Santa Fe) entre 1960 y 1970 adaptada para el mercado argentino, la línea consistía en el sedán de 4 puertas, la rural Universal de 3 puertas, el Auto Union utilitario y Carrozzeria Fissore rediseñó la Cupé «1000S Sport» sobre la base de la alemana «SP 1000».
También en Argentina, la división de motos de DKW, fue representada por Ernesto Bessone, padre del popular Tito Bessone (excorredor de TC y TC2000). Su sede se encontraba en el micro centro porteño y su establecimiento industrial, en el oeste del conurbano bonaerense. De allí salieron los modelos RT 125 y RT 150, entre otros tantos.
|  |  |

## Furgonetas y vehículos para trabajos

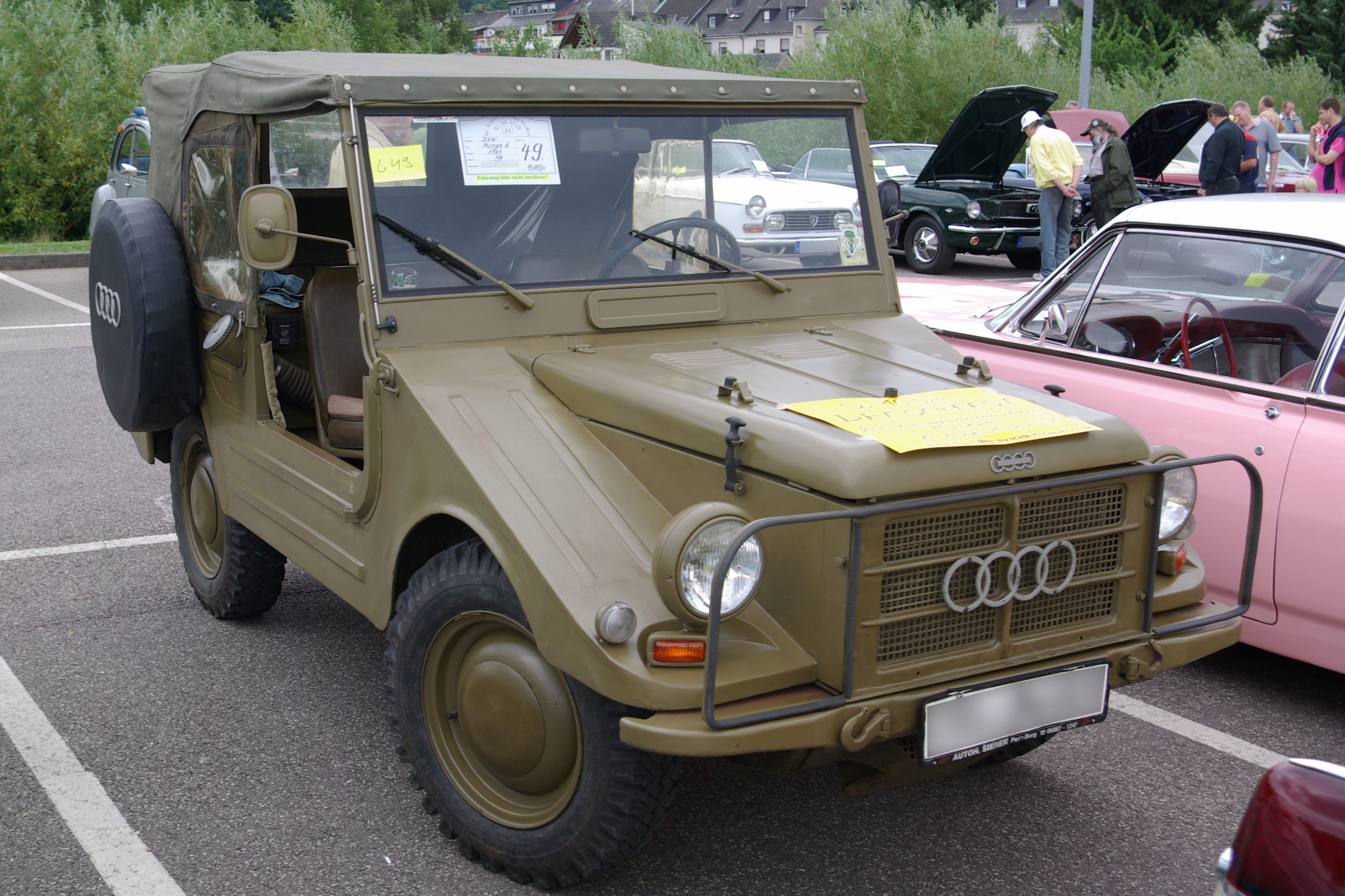
DKW Munga

El todoterreno «DKW Munga» fue construido por Auto Union en Ingolstadt para el ejército alemán. La producción comenzó en octubre de 1956 y cesó en diciembre de 1968. En este período se fabricaron 46.750 unidades.
Desde 1949 hasta 1962, DKW produjo la DKW F89 L, una furgoneta con motor delantero transversal, tracción delantera y con una suspensión trasera por brazo tirado que incorporaba muelles. La subsidiaria española IMOSA también construyó un sucesor introducido en 1963 y denominado «DKW F1000 L». Esta furgoneta comenzó con un motor de dos tiempos, con tres cilindros y 1.000 cc., pero posteriormente recibió un motor diésel Mercedes-Benz Mercedes-Benz OM 636 fabricado en Barcelona bajo licencia. Motor caracterizado por su sonido al ralentí y su lengendaria duración, también incorporado en el Mercedes "Lola Flores", la DKW se dejó de producir en 1975 y fue renombrada como Mercedes-Benz N1000, aunque el motor OM-636 se siguió fabricando hasta mediados de los noventa.

## Motocicletas

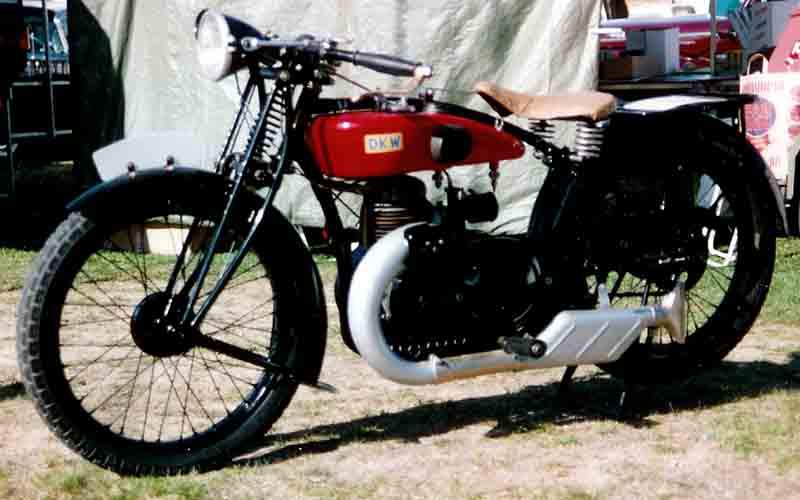
DKW 192X

Antes de la II Guerra Mundial, la compañía tuvo cierto éxito con motos de competición sobrealimentadas, y durante los años 20 y 30 DKW fue la mayor productora mundial de motocicletas. Después de la guerra la compañía fabricó los modelos RT125, 150, 175, 250 y 350.
La rama de motocicletas de la compañía produjo modelos muy famosos, como el RT125 de antes y después de la guerra. Como indemnización de guerra, los planos de diseño de la RT 125 fueron entregados a Harley-Davidson en EE. UU. y a BSA en el Reino Unido. La versión de HD se denominó "Hummer", mientras que la de BSA se denominó "Bantam". En la RDA Los modelos de IFA y posteriormente de MZ continuaron en producción hasta los años 90, cuando por problemas económicos cesó la producción de los motores de dos tiempos. Otros fabricantes copiaron el diseño DKW oficialmente o de otros modos. Esto se puede comprobar por la similitud de muchos pequeños motores de dos tiempos montados en motocicletas de los años 50, incluyendo marcas como Yamaha, Voskhod y la polaca WSK.